# Palazzo San Pio X
Il Palazzo San Pio X (detto più brevemente Palazzo Pio) è un edificio situato a Roma in via della Conciliazione, nel rione di Borgo. È posto direttamente di fronte al Palazzo dell'Azione Cattolica e funge da accesso all'Auditorium Conciliazione. È sede di diversi uffici della Curia romana e delle rappresentanze diplomatiche presso la Santa Sede di Canada e Taiwan. È una delle proprietà extraterritoriali della Santa Sede ed è intitolato a papa Pio X, anche se spesso si vede erroneamente citato come "Palazzo Pio XII".
Il palazzo si trova all'estremità orientale di Via della Conciliazione. Occupa un intero isolato ed è delimitato a ovest da via della Traspontina, a nord da Borgo Sant'Angelo e dal Passetto di Borgo e a est da piazza Pio XII, anche nota come piazza Pia. I parchi e le mura di Castel Sant'Angelo si trovano sul lato opposto della strada, a ovest.
Venne costruito tra il 1948 e il 1950 su progetto degli architetti Marcello Piacentini e Giorgio Calza Bini

## Utilizzo
Il Palazzo San Pio X ospita i seguenti uffici:
- Ambasciata del Canada presso la Santa Sede;
- Ambasciata della Repubblica di Cina (Taiwan) presso la Santa Sede;
- Dicastero per la comunicazione;[4]
- L'Osservatore Romano;[4]
- Radio Vaticana;[4]
- Vatican Media;[4]
- Vatican News.[4]

Fino alla sua soppressione vi aveva sede anche il Pontificio consiglio "Cor Unum".

## Galleria d'immagini

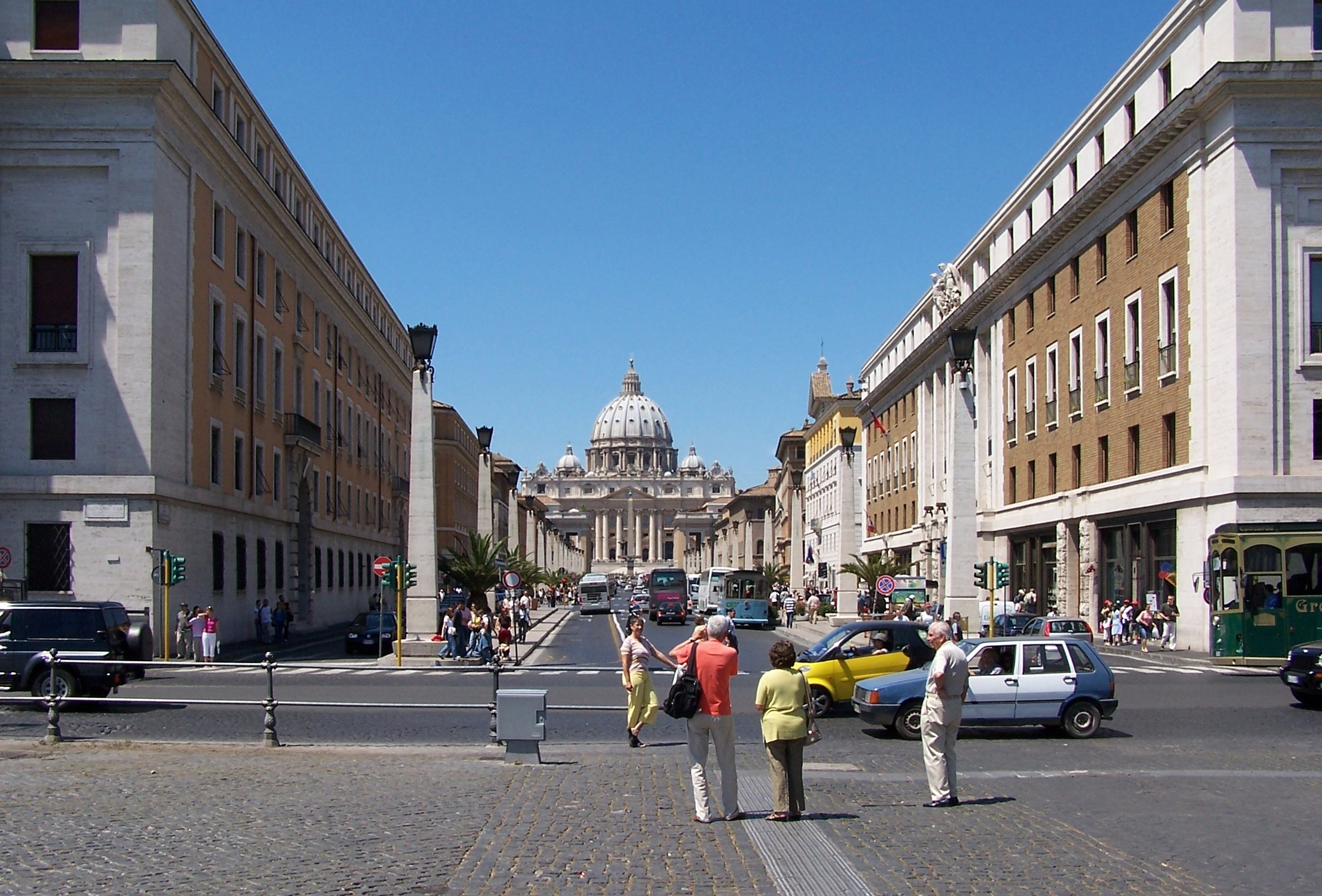
Vista su Via della Conciliazione da est. A destra la facciata di Palazzo Pio.
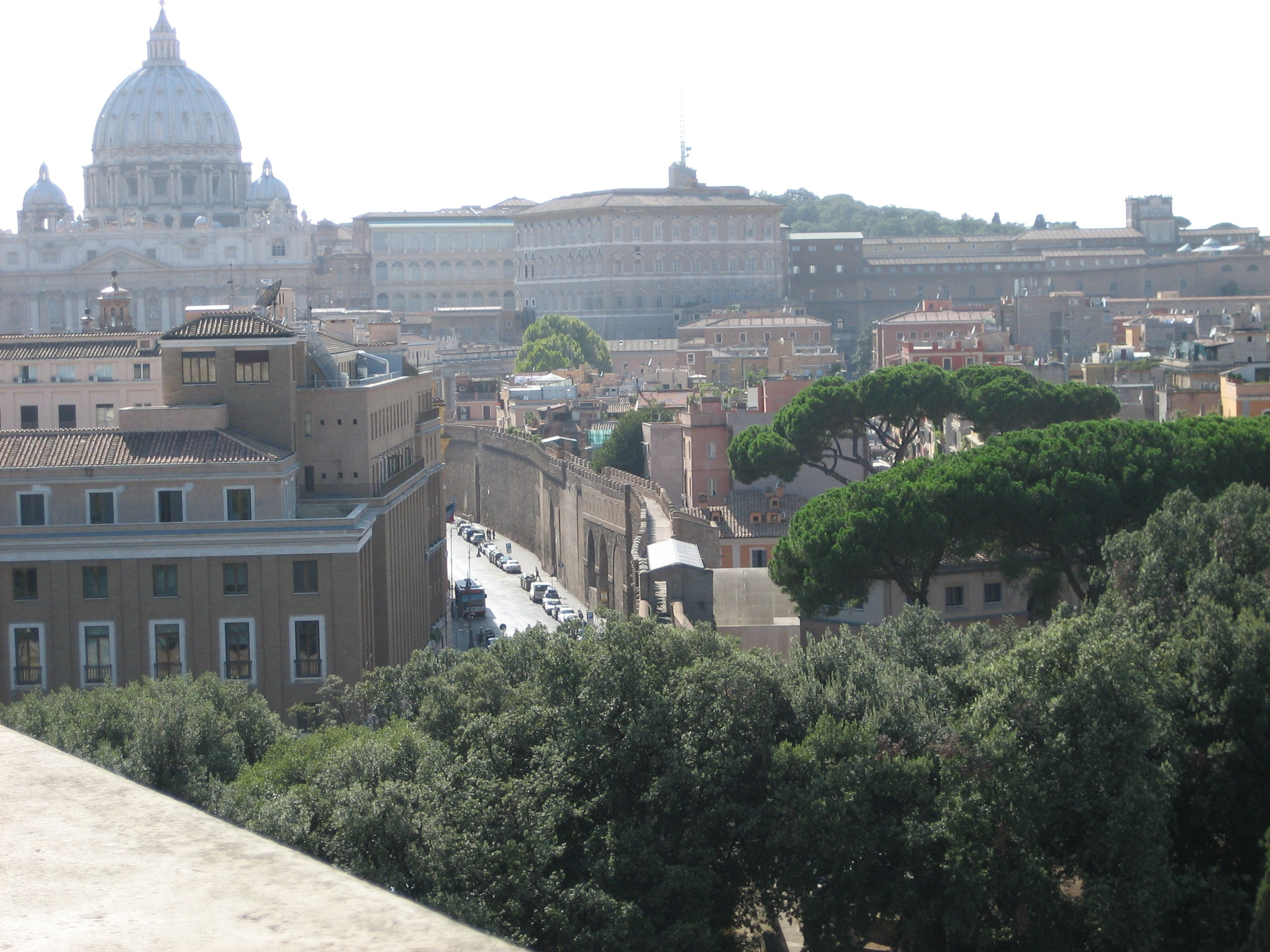
Vista da Castel Sant'Angelo sul retro di Palazzo Pio e il Passetto di Borgo.
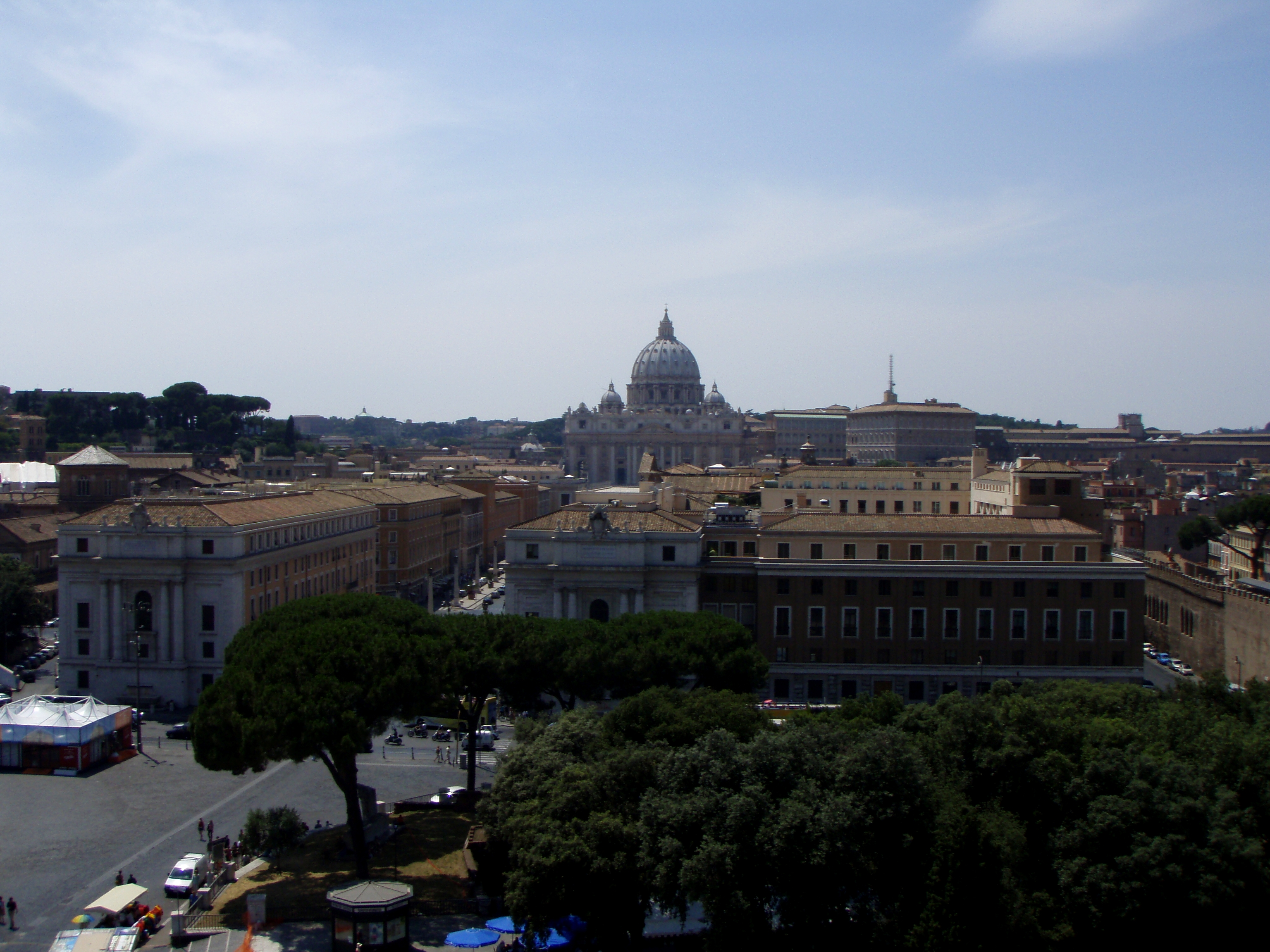
Vista da Castel Sant'Angelo su Palazzo Pio.